# بوريس كوك
بوريس كوك (20 مايو 1991 بنانسي في فرنسا - ) هو لاعب كرة قدم كمبودي في مركز الدفاع. شارك مع منتخب كمبوديا لكرة القدم. أما مع النوادي، فقد لعب مع بنوم بنه كراون وJarville JF ‏.

## وصلات خارجية
- بوريس كوك على موقع قاعدة بيانات كرة القدم.إي يو (الإنجليزية)
- بوريس كوك على موقع ناشيونال فوتبول تيمز (الإنجليزية)
- بوريس كوك على موقع Soccerway.com (الإنجليزية)